# Pandora Spire
Die Pandora Spire ist eine Felsnadel im ostantarktischen Viktorialand. Mit einer Höhe von 1670 m ist sie die höchste Erhebung in den Solitary Rocks auf der Nordseite des Taylor-Gletschers.
Teilnehmer einer von 1957 bis 1958 durchgeführten Kampagne im Rahmen der New Zealand Geological Survey Antarctic Expedition benannten sie.